# 289

289(이백팔십구)는 288보다 크고 290보다 작은 자연수다.

## 수학
- 합성수로, 그 약수는 1, 17, 289이다. 진약수의 합은 18이므로, 289는 부족수다.
  - 90번째 반소수다. 앞의 반소수는 287, 다음 반소수는 291이다.
- 17번째 제곱수(172)다. 앞의 제곱수는 256, 다음은 324다.
- 피타고라스 삼조의 빗변의 길이이다. ({\displaystyle 161^{2}+240^{2}=289^{2}})[a]
- {\displaystyle 289=8^{2}+15^{2}}
  - 서로 다른 두 자연수의 제곱합으로 나타낼 수 있는 수다.
- {\displaystyle 38^{4}-1}은 289로 나누어떨어진다.

## 과학
- NGC 289(영어판): 조각가자리 방향에 있는 나선 은하.

## 교통
- 일본 289번 국도(일본어판): 니가타현 니가타시 주오구에서 후쿠시마현 이와키시까지 이어지는 일본의 국도.
- 현도 제289호선

## 군사
- U-289(영어판): 제2차 세계 대전에 사용된 나치 독일의 군용 잠수함.

## 문화유산
- 대한민국의 국보 제289호: 익산 왕궁리 오층석탑
- 대한민국의 보물 제289호: 정읍 피향정
- 대한민국의 사적 제289호: 구 목포 일본영사관

## 방송
- LG헬로비전의 GOOD TV 채널 번호.

## 기타
- 연도: 289년, 기원전 289년